# Église Saint-Pierre de Tagnon
L'église Saint-Pierre est une église située à Tagnon, en France.

## Description
La façade occidentale est encadrée de deux tourelles et le portail sur cette façade, seul élément en pierre de taille dans un édifice en craie, date de 1859. Les quatre premières travées de la nef qui suivent sont du XVe siècle. Elles sont flanquées de bas-côtés plus étroits que la nef, avec, pour la quatrième travée, des chapelles au nord et au sud. Les cinquième et sixième travées sont entourées de larges bas-côtés, faisant saillies. Ces deux dernières travées sont du XIIIe siècle.
Les grandes arcades de la nef sont en arc brisé. Les ogives et les doubleaux des voutes retombent sur des colonnes reposant sur des consoles au niveau des écoinçons des arcades. Différents motifs dont des têtes humaines sont sculptés à différents endroits.
Il faut remarquer également les fenêtres de style flamboyant, les chapiteaux de style roman, le triptyque de la Madone, les fonts baptismaux du XVIIIe siècle, le retable à Saint Hubert.

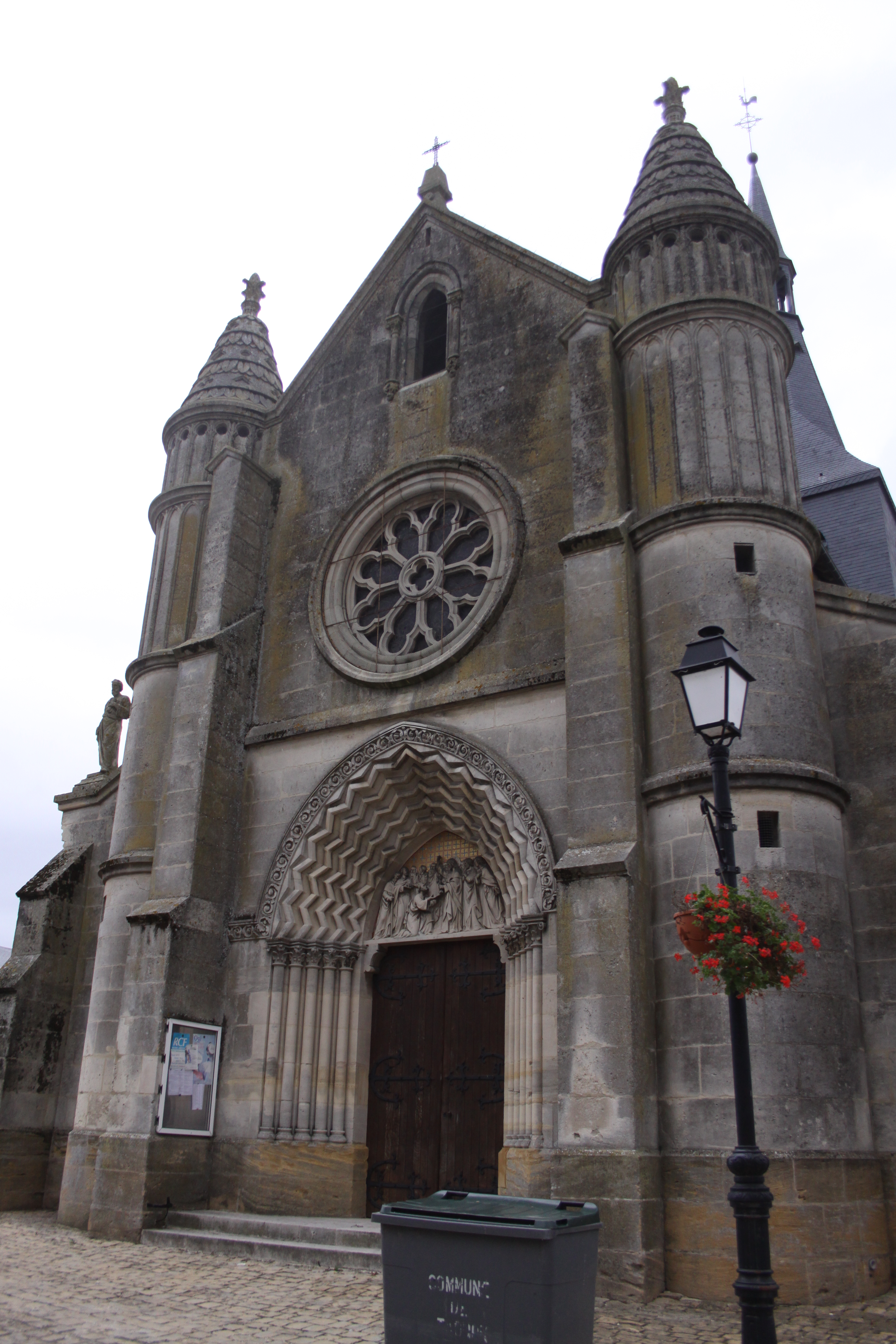
La façade occidentale et ses tourelles.
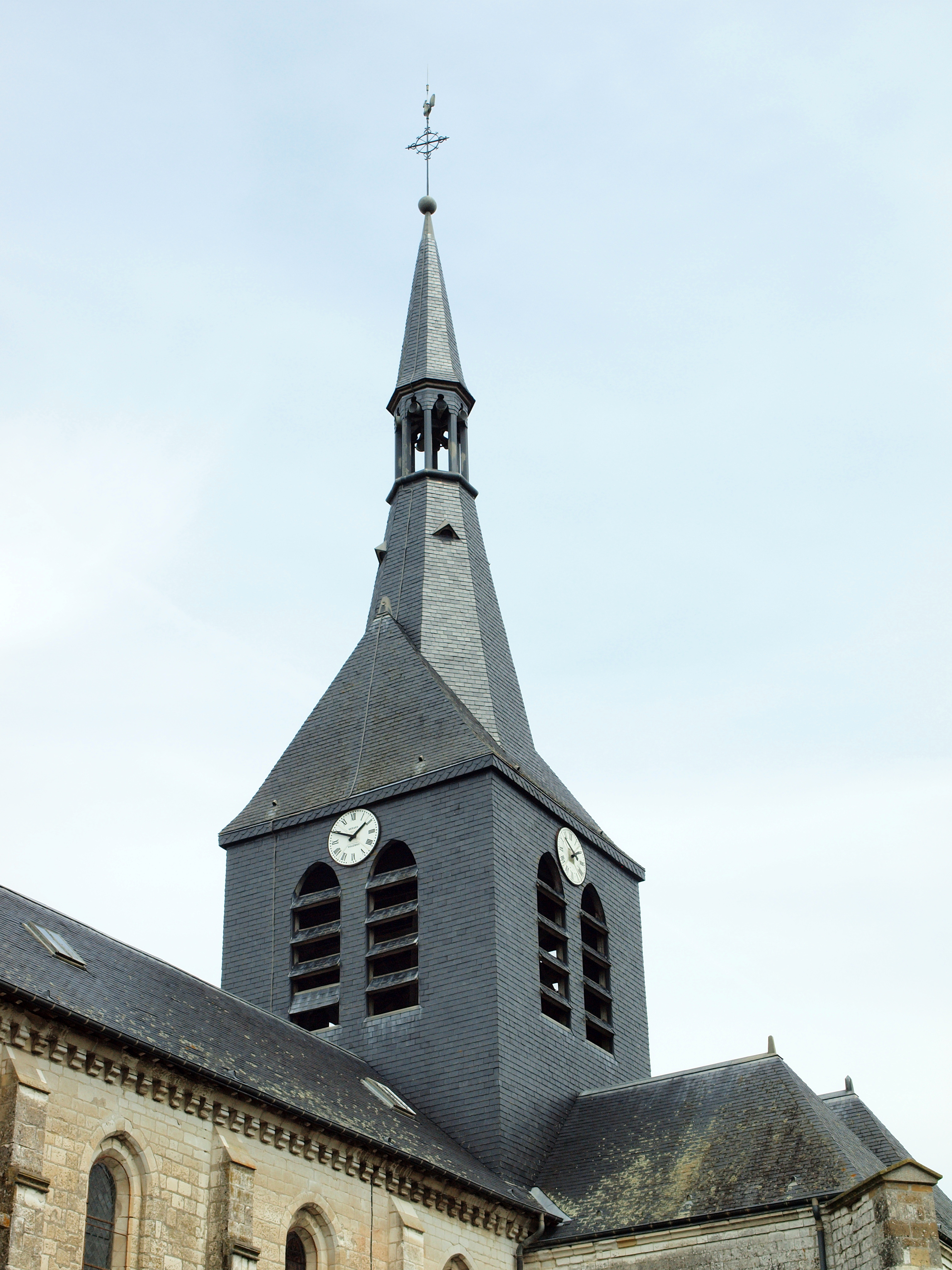
Le clocher de l'église.
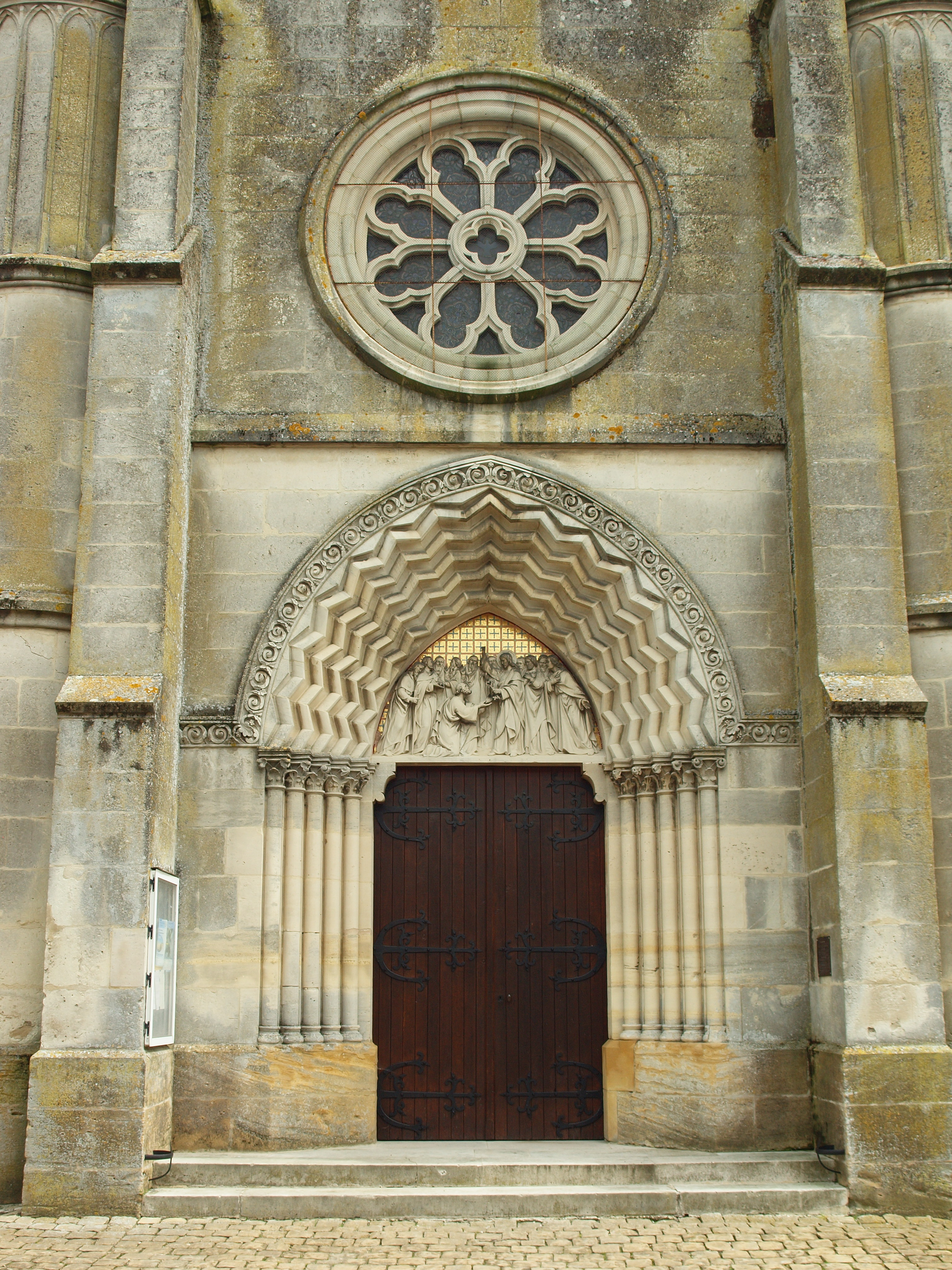
Le portail d'entrée.

## Localisation
L'église est située sur la commune de Tagnon, dans le département français des Ardennes.

## Historique
L'édifice est inscrit au titre des monuments historiques en 1926.